# Brevitrichia daileyi
Brevitrichia daileyi är en tvåvingeart som beskrevs av Kelsey 1971. Brevitrichia daileyi ingår i släktet Brevitrichia och familjen fönsterflugor.
Artens utbredningsområde är Washington. Inga underarter finns listade i Catalogue of Life.